# Epilobium percollinum
Epilobium percollinum là một loài thực vật có hoa trong họ Anh thảo chiều. Loài này được Simonk. mô tả khoa học đầu tiên năm 1891.